# Bois-d'Amont
Bois-d'Amont là một xã trong vùng hành chính Franche-Comté, thuộc tỉnh Jura, quận Saint-Claude, tổng Morez. Tọa độ địa lý của xã là 46° 32' vĩ độ bắc, 06° 08' kinh độ đông. Bois-d'Amont nằm trên độ cao trung bình là 1076 mét trên mặt nước biển, có điểm thấp nhất là 1042 mét và điểm cao nhất là 1300 mét. Xã có diện tích 12.06 km², dân số vào thời điểm 1999 là 1517 người; mật độ dân số là 126 người/km².